# 10 de agosto nos Jogos Olímpicos de Verão de 2016
10 de agosto de 2016 nos Jogos Olímpicos de Verão de 2016 foi o oitavo dia de competições.

## Esportes
| - Basquetebol - Boxe - Canoagem - Ciclismo - Esgrima - Futebol - Ginástica - Halterofilismo | - Handebol - Hipismo - Hóquei sobre a grama - Judô - Natação - Polo aquático - Remo - Rugby sevens | - Saltos ornamentais - Tênis - Tênis de mesa - Tiro - Tiro com arco - Vela - Voleibol - Voleibol de praia |

## Campeões do dia
| Evento                                                    | Ouro | Prata                                                                           | Bronze                                                                                             |
| --------------------------------------------------------- | --- | ------------------------------------------------------------------------------- | -------------------------------------------------------------------------------------------------- |
| Ciclismo - Estrada contra o relógio feminino              | Kristin Armstrong USA Estados Unidos                                                                                 | Olga Zabelinskaya RUS Rússia                                                    | Anna Van Der Breggen NED Países Baixos                                                             |
| Ciclismo - Estrada contra o relógio masculino             | Fabian Cancellara SUI Suíça                                                                                          | Tom Dumoulin NED Países Baixos                                                  | Christopher Froome GBR Grã-Bretanha                                                                |
| Tiro - Pistola 50 m masculino                             | Jongoh Jin KOR Coreia do Sul                                                                                         | Xuan Vinh Hoang VIE Vietnã                                                      | Song Guk Kim PRK Coreia do Norte                                                                   |
| Tiro - Fossa olímpica double masculino                    | Fehaid Aldeehani IOA Atletas Olímpicos Independentes                                                                 | Marco Innocenti ITA Itália                                                      | Scott Steven GBR Grã-Bretanha                                                                      |
| Canoagem - K-1 slalom masculino                           | Joseph Clarke GBR Grã-Bretanha                                                                                       | Peter Kauzer SLO Eslovênia                                                      | Jiří Prskavec CZE República Checa                                                                  |
| Halterofilismo - Até 69 kg feminino                       | Yanmei Xiang CHN China                                                                                               | Zhazira Zhapparkul KAZ Cazaquistão                                              | Sara Ahmed EGY Egito                                                                               |
| Saltos ornamentais - Trampolim 3 m sincronizado masculino | Chris Mears Jack Laugher GBR Grã-Bretanha                                                                            | Sam Dorman Michael Hixon USA Estados Unidos                                     | Cao Yuan Qin Kai CHN China                                                                         |
| Ginástica artística - Individual geral masculino          | Kohei Uchimura JPN Japão                                                                                             | Oleg Verniaiev UKR Ucrânia                                                      | Max Whitlok GBR Grã-Bretanha                                                                       |
| Judô - Até 70 kg feminino                                 | Haruka Tachimoto JPN Japão                                                                                           | Yuri Alvear COL Colômbia                                                        | Sally Conway GBR Grã-Bretanha Laura Vargas Koch GER Alemanha                                       |
| Judô - Até 90 kg masculino                                | Mashu Baker JPN Japão                                                                                                | Varlam Liparteliani GEO Geórgia                                                 | Gwak Dong-han KOR Coreia do Sul Cheng Xunzhao CHN China                                            |
| Halterofilismo - Até 77 kg masculino                      | Nijat Rahimov KAZ Cazaquistão                                                                                        | Xiaojun Lyu CHN China                                                           | Mohamed Mahmoud EGY Egito                                                                          |
| Esgrima - Florete individual feminino                     | Inna Deriglazova RUS Rússia                                                                                          | Elisa Di Francisca ITA Itália                                                   | Ines Boubakri TUN Tunísia                                                                          |
| Esgrima - Sabre individual masculino                      | Aron Szilagyi HUN Hungria                                                                                            | Daryl Homer USA Estados Unidos                                                  | Junghwan Kim KOR Coreia do Sul                                                                     |
| Tênis de mesa - Individual feminino                       | Ning Ding CHN China                                                                                                  | Xiaoxia Li CHN China                                                            | Som I Kim PRK Coreia do Norte                                                                      |
| Natação - 200 m peito masculino                           | Dmitriy Balandin KAZ Cazaquistão                                                                                     | Josh Prenot USA Estados Unidos                                                  | Anton Chupkov RUS Rússia                                                                           |
| Natação - 200 m borboleta feminino                        | Mireia Belmonte García ESP Espanha                                                                                   | Madeline Groves AUS Austrália                                                   | Natsumi Hoshi JPN Japão                                                                            |
| Natação - 100 m livre masculino                           | Kyle Chalmers AUS Austrália                                                                                          | Pieter Timmers BEL Bélgica                                                      | Nathan Adrian USA Estados Unidos                                                                   |
| Natação - Revezamento 4x200 m livre feminino              | Allison Schmitt Leah Smith Maya DiRado Katie Ledecky Missy Franklin Melanie Margalis Cierra Runge USA Estados Unidos | Leah Neale Emma McKeon Bronte Barratt Tamsin Cook Jessica Ashwood AUS Austrália | Katerine Savard Taylor Ruck Brittany MacLean Penny Oleksiak Kennedy Goss Emily Overholt CAN Canadá |